# سراب غضنفر (مقاطعة دلفان)
سراب غضنفر (بالفارسية: سراب غضنفر) هي قرية تقع في قسم خاوة الشمالي الريفي (مقاطعة دلفان) في إيران. يقدر عدد سكانها بـ 1,871 نسمة .